# Capasa waterstradti
Capasa waterstradti är en fjärilsart som beskrevs av Holloway 1977. Capasa waterstradti ingår i släktet Capasa och familjen mätare. Inga underarter finns listade i Catalogue of Life.